# Delitto dell'Archetto

La giovane Paola Serragli, di 16 anni, al momento dell'arresto.

Il delitto dell'Archetto è l'omicidio di Luciano Serragli, titolare dell'osteria l'Archetto, commesso a Pisa il 18 maggio 1971.
Le indagini sul caso furono fondamentali per quelle sull'attentato di Marina di Pisa, avvenuto qualche mese prima, e per il rinvenimento degli appunti di Alessandro Corbara, che testimoniano i primi passi verso lo sviluppo programmatico dell'attività delle Brigate Rosse in Italia..
Nel 1978 la Corte di cassazione riconobbe definitivamente colpevole Alessandro Corbara per l'attentato di Marina di Pisa, assolvendolo invece, per insufficienza di prove, nell'omicidio Serragli; Elsa Maffei e Paola Serragli, rispettivamente moglie e figlia dell'oste ucciso, vennero dichiarate colpevoli della morte del familiare. Glauco Michelotti e Vincenzo Scarpellini, entrambi camerieri dell'osteria, furono condannati sia per il suddetto omicidio, sia per l'attentato sul lungomare.

## Storia

### L'attentato di Marina di Pisa e le prime indagini
Nella notte tra il 13 e il 14 febbraio 1971, Giovanni Persoglio Gamalero, uno studente pisano, stava percorrendo il lungomare di Marina di Pisa in compagnia della moglie per tornare a casa. Sulla via del tragitto vide che usciva del fumo da una macelleria e si fermò per controllare, ma venne travolto dall'esplosione di una bomba e venne ferito da un frammento di vetro all'arteria femorale che ne causò la morte prima dell'arrivo dei soccorsi.
Le prime indagini rivelarono un'accurata pianificazione dell'esplosione: un artificiere affermò che la quantità di esplosivo adoperata era di 300-400 grammi di tritolo, compressi in un contenitore metallico. Fin dall'inizio, però, si sospettò che l'attentato non avesse una vittima designata, ma fosse stato progettato per intimidire il proprietario della macelleria, Aldo Meucci, che era noto per essere malvisto da certi elementi di estrema sinistra e dagli anarchici. Tra i sospetti fu incluso Alessandro Corbara che in seguito venne condannato per l'attentato ma, in questa prima fase, non furono trovati riscontri. Corbara era un disegnatore tecnico dipendente dell'Amministrazione Provinciale e aveva qualche contatto con il Partito Comunista Italiano (PCI) di quegli anni. Tra gli inquirenti cominciò a nascere il sospetto che l'attentato avesse una chiara matrice politica e un fine intimidatorio verso un uomo notoriamente ostile a posizioni di sinistra. Si iniziò quindi a controllare l'osteria l'Archetto, locale frequentato da estremisti di sinistra e da anarchici, di proprietà di Luciano Serragli, militante comunista. Senza alcuna prova che i frequentatori dell'Archetto fossero connessi all'attentato, le indagini si arenarono.

### L'omicidio
La mattina del 21 maggio 1971, un anziano contadino rinvenne casualmente sul monte Castellare, non lontano dalla profonda cavità nota come Buca delle Fate, il cadavere di un uomo poi identificato come Luciano Serragli, proprietario quarantatreenne dell'osteria l'Archetto di Pisa. Il cadavere, nascosto tra i cespugli, era privo di oggetti utili al riconoscimento e deturpato in volto, al punto da rendere difficoltosa l'identificazione. L'autopsia rivelò che la morte era sopraggiunta in seguito a un'improvvisa asfissia, probabilmente per avvelenamento, e che il cadavere era rimasto esposto per alcuni giorni agli animali selvatici.

## Indagini
I carabinieri iniziarono a raccogliere testimonianze di persone vicine alla vittima; le indagini procedettero più spedite perché gli inquirenti avevano già raccolto voluminosi dossier sui frequentatori dell'osteria, che era punto di ritrovo degli anarchici e delle fazioni più agguerrite e velleitarie dell'estrema sinistra pisana.
Nei primi interrogatori, gli investigatori vennero a conoscenza delle voci sulla relazione che legava il cameriere dell'osteria, Glauco Michelotti, alla moglie della vittima, Elsa Maffei, e successivamente anche alla figlia diciassettenne Paola. Il Serragli, che era a conoscenza di queste voci, sembrava ossessionato dall'onore della figlia e, sospettando una gravidanza, voleva sottoporla a una visita ginecologica. Questa complessa situazione familiare e lavorativa diresse la strada delle indagini successive. I congiunti di Serragli dichiararono inoltre che nella notte tra il 18 e 19 maggio, dopo un litigio familiare la vittima era andata via di casa, portando con sé tutti i risparmi e minacciando di non tornare mai più. Della scomparsa non era tuttavia stata sporta denuncia. La moglie Elsa, che descrisse il defunto marito come un forte bevitore di alcool, raccontò che la notte della scomparsa l'uomo si era allontanato di casa insieme a Samuele Dei, ladro e ricettatore di professione. I camerieri dell'osteria, interrogati al proposito, sembrarono incoraggiare le indagini verso Dei. Ben presto però si seppe che il ladro era stato arrestato il pomeriggio del 18 maggio e che, di conseguenza, non avrebbe potuto essere in compagnia di Serragli la notte della sua presunta fuga.
La versione della vedova Serragli fu smentita anche da un fornitore dell'osteria, che dichiarò che la donna, dopo la scomparsa del marito, aveva fatto degli acquisti onerosi e addirittura saldato un debito, smentendo la precedente dichiarazione secondo la quale era rimasta senza denaro dopo la fuga dell'uomo.
Infine, Elsa dovette ammettere che il plaid in cui era stato avvolto il cadavere del marito era di sua proprietà.
La posizione della Maffei si era quindi aggravata; Samuele Dei, interrogato, rivelò che pochi giorni prima della scomparsa di Serragli, Vincenzo Scarpellini, cameriere all'Archetto come Michelotti, gli aveva chiesto di procurargli del veleno, rivelando che era destinato proprio al padrone dell'osteria.
Una svolta alle indagini si ebbe quando lo studente Stefano Talocchini, appresa la notizia della morte di Serragli, dichiarò ai carabinieri che la notte del 18 maggio, mentre si trovava sul monte Castellare per via della sua passione per l'entomologia, aveva visto due uomini visibilmente affaticati e agitati nei pressi del luogo in cui era stato ritrovato il cadavere. In caserma riconobbe i camerieri Michelotti e Scarpellini come gli sconosciuti che aveva visto quella notte; i due vennero arrestati. Scarpellini ammise la propria colpevolezza, assicurando però di aver preso parte solo al trasporto del cadavere perché minacciato da Michelotti, il quale poco dopo confessò l'omicidio.
Ulteriori interrogatori a persone vicine agli indagati confermarono gli ambigui rapporti di Michelotti con la famiglia Serragli, ritenendoli il movente principale del delitto. Paola, figlia di Serragli, sotto la pressione degli interrogatori cominciò a rivelare particolari che incastravano lei ed altri nella vicenda; in particolare, rivelò che pochi giorni prima dell'omicidio Alessandro Corbara, avventore abituale dell'osteria, si era recato sul monte Castellare per esaminare il posto e individuare un buon nascondiglio per il cadavere; in seguito non aveva potuto accompagnare i due camerieri e coordinare l'intera azione. Rivelò anche di aver sentito dire dalla madre che Scarpellini volesse mettere a tacere il padre, temendo che, da ubriaco, si lasciasse scappare qualcosa sull'attentato di Marina di Pisa.
Il 21 maggio Michele Montomoli, studente anarchico e frequentatore dell'osteria, dichiarò che all'Archetto si discuteva spesso di attentati dinamitardi e che alcune conversazioni sentite nel locale tempo addietro gli facevano ritenere che Corbara e i camerieri fossero implicati nell'attentato a Marina di Pisa del 13 febbraio precedente. Addirittura, Montomoli avrebbe ottenuto conferma diretta da Scarpellini di un suo coinvolgimento nell'attentato.

### Il diario di Alessandro Corbara
In seguito alle testimonianze di Paola Serragli, il magistrato ordinò la perquisizione dell'ufficio di Corbara, anche in considerazione di numerose lettere anonime che indicavano l'uomo coinvolto nella preparazione della bomba a Marina di Pisa e nella pianificazione dell'omicidio di Serragli.
Nell'ufficio di Corbara al Palazzo della Provincia vennero trovati esplosivi, micce, detonatori ed inneschi di vario tipo, ma soprattutto vennero rinvenuti degli appunti dell'uomo, definiti poi nella sentenza «più esplosivi degli esplosivi» e riassunti sotto il titolo  «Valutazioni politiche del nostro gruppo».
La sentenza riporta alcuni passi: «si saluta con esultanza il nascere e l'avanzare dei gruppi rivoluzionari; si parla dell'influenza vaticana e americana sul nostro assetto politico e sociale, della Democrazia Cristiana (DC) del governo di centrosinistra e dell'affare SIFAR; si sostiene che “quando si toccano le basi stesse del già scarso ordinamento costituzionale, non si può combattere solo pacificamente”. Insomma si prospetta la necessità di seguire due linee parallele: un'azione politica palese nelle forme tradizionali e un'azione clandestina che “arrechi danni materialmente concreti; distruzione del materiale della proprietà, qualche lezione anche pesante e personale al capitalista che attua il giro di vite o al funzionario di polizia troppo zelante; attacco diretta di sorpresa all'ordine costituito”».
Nei Fogli di lotta di sinistra proletaria diffusi da Renato Curcio e considerati l'anticamera ideologica e operativa delle Brigate Rosse, diffusi pochi mesi addietro si poteva leggere: « … L'organizzazione della violenza è una necessità della lotta di classe... Contro le istituzioni che amministrano il nostro sfruttamento, contro le leggi e la giustizia dei padroni, la parte più decisa e cosciente del proletariato in lotta ha già cominciato a combattere per costruire una nuova legalità, nuovo potere. E per costruire la sua organizzazione».
Non è difficile rilevare una sintonia fra i documenti che testimoniano la nascita di gruppi terroristi al nord e gli scenari descritti nelle carte sequestrate a Pisa nell'ufficio del Corbara; alcuni di questi appunti «si occupano dell'organizzazione del gruppo e del suo collegamento con altri gruppi autonomi con simili; su come raccogliere informazioni su campi militari, partiti, aeroporti, caserme. Su uomini di governo o comunque occupanti posti di rilievo; su come intercettare o disturbare le altrui comunicazioni e predisporre propri mezzi di trasmissione; come curare la preparazione fisica degli uomini all'azione clandestina; come provvedere al loro armamento ed equipaggiamento».
Il gruppo che si era formato all'Archetto, coagulo dei più estremisti gruppi del dopo '68, si era dato un programma che, più tardi, si poté riconoscere nella linea dei movimenti più determinati e militarizzati delle Brigate Rosse.

## Processo
Il processo di primo grado, celebrato presso la corte d'assise di Pisa, si concluse il 13 luglio 1974 con pesanti condanne a carico degli imputati:
- Alessandro Corbara fu assolto per insufficienza di prove dall'omicidio di Luciano Serragli e dall'occultamento del cadavere, ma fu condannato a otto anni di reclusione per omicidio colposo aggravato alla persona di Giovanni Persoglio e a un anno e sei mesi per la detenzione di armi ed esplosivi.
- Glauco Michelotti fu condannato a 24 anni di reclusione per l'omicidio di Luciano Serragli, con l'aumento di tre anni per occultamento di cadavere; inoltre a un anno e quattro mesi di reclusione per il procurato aborto di Paola Serragli e a sei mesi per la detenzione di munizioni da guerra.
- Vincenzo Scarpellini fu condannato a 24 anni di reclusione per l'omicidio di Luciano Serragli, con l'aumento di tre anni per l'occultamento di cadavere e di un altro anno per il furto del Myotenlis, il farmaco con il quale era stato eseguito l'omicidio; inoltre a un anno e quattro mesi di reclusione per il procurato aborto di Paola Serragli e a sei mesi per la detenzione di munizioni da guerra. A queste si devono aggiungere gli otto anni di reclusione per l'attentato di Marina di Pisa; la pena complessiva è, dunque, di 37 anni e 10 mesi di reclusione, ma la reclusione venne ridotta a 30 anni.
- Elsa Maffei fu condannata a 24 anni di reclusione per l'omicidio del marito con l'aumento di due anni per l'occultamento di cadavere e di un anno e quattro mesi per l'aborto procurato alla figlia; inoltre a quattro mesi di reclusione per la truffa alla compagnia di assicurazione. Complessivamente le furono dati 27 anni e 8 mesi di reclusione.
- Paola Serragli fu condannata a 12 anni di reclusione per l'omicidio del padre, con l'aumento di un anno per l'occultamento di cadavere e altri due anni per gli aborti a cui si era sottoposta. La condanna complessiva fu 15 anni di reclusione.

Ulteriori condanne furono pronunciate a carico di imputati minori.
Il 14 gennaio 1976 la Corte d'Assise di Firenze confermò la sentenza dei giudici pisani, ma ridusse la pena di Paola Serragli a undici anni di reclusione; due anni dopo la Corte di Cassazione confermò definitivamente la sentenza.